# ГЕС Ладон
ГЕС Ладон — гідроелектростанція в південній Греції у центрі півострова Пелопоннес на річці Ладон (притока Алфею). Розташована на території історичної області Аркадія.
Спорудження греблі для майбутньої ГЕС розпочалось у 1950 році. Воно здійснювалось італійцями в рахунок репарацій за підсумками Другої світової війни. Річку Ладон перегородили бетонною контрфорсною греблею висотою 56 метрів, на спорудження якої витратили 34 тис. м3 матеріалу. Вона утворила водосховище з площею поверхні 4 км2 та об'ємом 47 млн м3 (корисний об'єм 46 млн м3). Виробництво електроенергії можливе при коливанні рівня водосховища між позначками 400 та 420 метрів над рівнем моря.
Машинний зал, вода до якого подається підземним дериваційним тунелем, знаходиться за 8 км на захід від греблі, нижче за течією тієї ж річки Ладон. Така схема забезпечує напір у 239 метрів. У машинному залі встановлено дві турбіни потужністю по 35 МВт, що забезпечує виробництво 222 млн кВт·год на рік.